# Xanthogaleruca
Xanthogaleruca  (лат.) — род жуков (Coleoptera) из подсемейства козявок (Galerucinae) в семействе листоедов (Chrysomelidae).

## Перечень видов
Некоторые виды рода:
- Xanthogaleruca luteola (O.F. Müller, 1776)
- Xanthogaleruca subcoerulescens (Weise, 1884)